# NGC 5201
NGC 5201 (другие обозначения — UGC 8480, MCG 9-22-69, ZWG 271.45, PGC 47324) — галактика в созвездии Большая Медведица.
Этот объект входит в число перечисленных в оригинальной редакции «Нового общего каталога».